# Ochicanthon nitidus
Ochicanthon nitidus är en skalbaggsart som beskrevs av Renaud Maurice Adrien Paulian 1980. Ochicanthon nitidus ingår i släktet Ochicanthon och familjen bladhorningar. Inga underarter finns listade i Catalogue of Life.